# El Astillero, Spanien
El Astillero är en ort i Spanien.   Den ligger i provinsen Provincia de Cantabria och regionen Kantabrien, i den norra delen av landet, 300 km norr om huvudstaden Madrid. El Astillero ligger 33 meter över havet och antalet invånare är 17 360.
Terrängen runt El Astillero är kuperad söderut, men norrut är den platt. Havet är nära El Astillero åt nordost. Runt El Astillero är det ganska tätbefolkat, med 120 invånare per kvadratkilometer. Närmaste större samhälle är Santander, 7,2 km norr om El Astillero. Omgivningarna runt El Astillero är en mosaik av jordbruksmark och naturlig växtlighet.